# Psychotria exilis
Psychotria exilis är en måreväxtart som beskrevs av Albert Charles Smith. Psychotria exilis ingår i släktet Psychotria och familjen måreväxter. Inga underarter finns listade i Catalogue of Life.